# Acalypha virgata
Acalypha virgata é uma espécie de flor do gênero Acalypha, pertencente à família Euphorbiaceae.